# Francesc Bonastre
Francesc Bonastre Bertrán (Montblanch, 20 de abril de 1944-Barcelona, 20 de septiembre de 2017) fue un musicólogo, compositor y catedrático español, especialista en música barroca.

## Biografía
Francesc Bonastre ingresó muy joven en el Seminario de Tarragona que es donde tuvo sus primeros contactos con la música, para ingresar más tarde en el Conservatorio de Tarragona para formarse en armonía, órgano y piano. Abandonó el seminario al inicio de los años 1960 para estudiar en la Universidad de Barcelona. A partir de sus estudios musicales —con Francesc Tàpies— y de Filología románica —con Martín de Riquer en la universidad, especializándose en la lírica monódica medieval—, se inició en la musicología de la mano de Higinio Anglés y José María Llorens, para posteriormente disfrutar de una beca como alumno de Miguel Querol Gavaldá, en el Instituto Español de Musicología durante los años 1969 a 1972. Se doctoró en Filología románica por la Universidad de Barcelona con la tesis Estudios sobre la verbeta, Premio Nacional de Musicología.
Bonastre fue catedrático de Musicología de la Universidad Autónoma de Barcelona y director del Instituto de Musicología e Investigación Josep Ricart i Matas. Desempeñó durante varias décadas dichos puestos, desde los cuales mantuvo una estrecha relación con el antiguo Instituto Español de Musicología del CSIC (después Departamento de Ciencias Históricas-Musicología, Institución Milá y Fontanals, CSIC). Su colaboración se cifró en numerosos proyectos de investigación coordinados –conjuntos– financiados con fondos públicos, dirección compartida de tesis doctorales, intervención en tribunales, congresos o seminarios. Sus trabajos de investigación musicológica se sentraron en la recuperación del patrimonio musical catalán e hispánico en general y el estudio del barroco, a cuyo ámbito aportó numerosas publicaciones de referencia. Asimismo dedicó esfuerzos a la reivindicación y fomento de la música catalana contemporánea, de Felipe Pedrell a Eduard Toldrà o Xavier Montsalvatge, sin olvidar los trabajos sobre historia de los órganos, técnica instrumental clásica y asociacionismo musical en Cataluña.
Desde el ámbito de la enseñanza y junto con Antonio Martín Moreno, elaboró una primera propuesta para la formación musicológica en la universidad española, ausente de los planes educativos casi dos siglos. Durante cuatro cursos (1974 a 1978) se implantó en la Universidad Autónoma de Barcelona, en la Licenciatura en Historia del Arte, la posibilidad de elegir una formación con una mayor carga lectiva en música. De esta forma, junto con Historia de la Música, asignatura obligatoria, se podía acceder a otras como Historia de La Música Española I y II, Música Medieval y Renacentista, Música Moderna y Contemporánea u Organología, entre varias. Al tiempo que la experiencia se trasladó al conocimiento de otras universidades como Granada, Salamanca o Sevilla, creándose finalmente en 1985 en la Universidad de Oviedo la primera licenciatura en «Geografía e Historia, Historia del Arte, Musicología».
Fue autor más de 150 artículos en publicaciones científicas o ediciones críticas de obras, así como activo miembro del comité editorial del Anuario Musical y en su haber se encuentra también la fundación de las revistas Recerca musicològica y Quaderns de música històrica catalana.
Como compositor lo fue de más de setenta obras que abarcan desde la música coral hasta la música de cámara, siempre centradas en el ámbito catalán desde su primera obra, Suite montblanquina (1963) hasta las Glosses del pelegrí (2004) inspiradas en el Llibre Vermell de Montserrat. Como director lo fue del coro Schola Cantorum de la Universidad de Barcelona, el coro Gaudium Musicae y el grupo Mapa Harmonico.
En 1977 fue elegido académico de número de la Real Academia Catalana de Bellas Artes de Sant Jordi y académico correspondiente de la Real Academia de Bellas Artes de San Fernando.